# Companhia Matte Larangeira

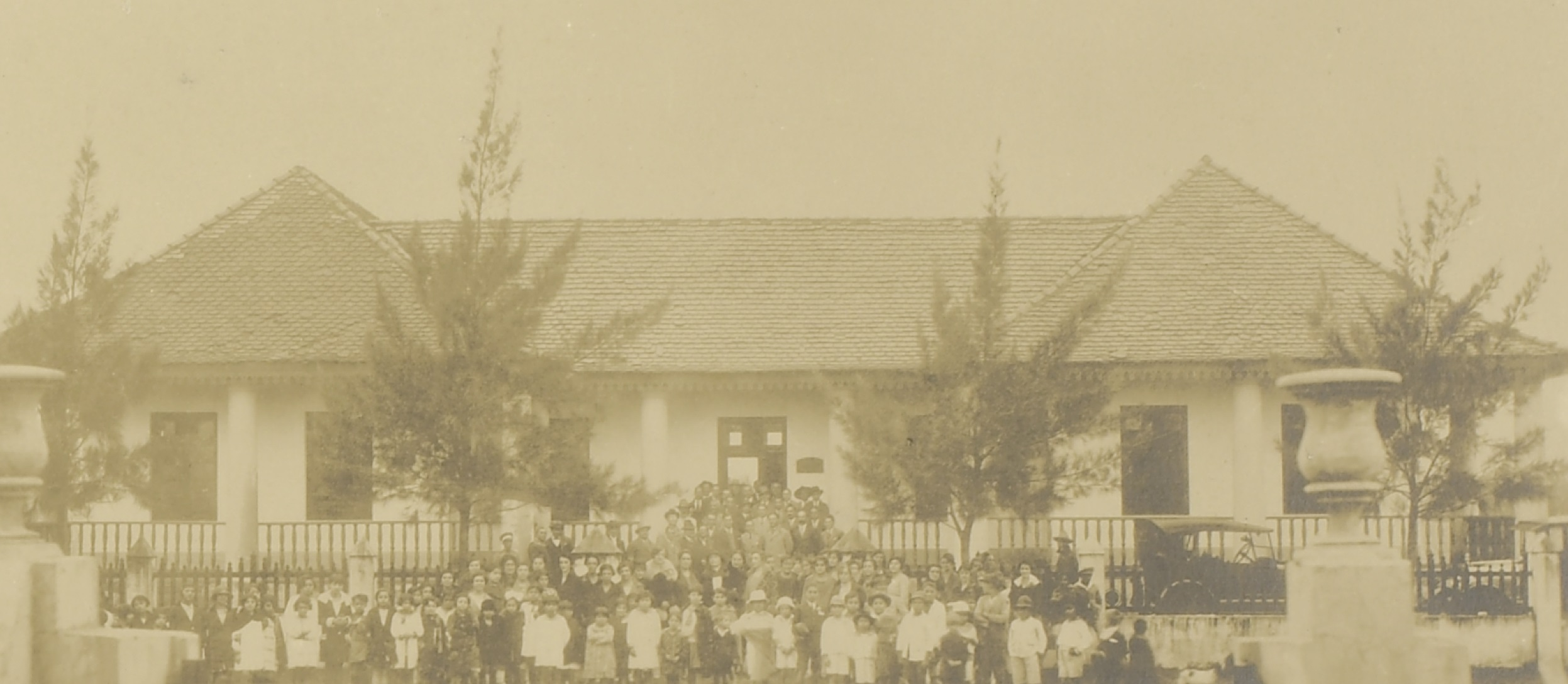
Vila Industrial de Campanário - Companhia Matte-Laranjeira, na fronteira Brasil-Paraguai

Inicialmente denominada Empresa Matte Larangeira, a Companhia Matte Larangeira foi uma empresa que surgiu de uma concessão imperial ao comerciante Thomaz Larangeira, por serviços prestados na Guerra do Paraguai. Atuou na exploração de erva-mate no sul do Mato Grosso.
Sua primeira sede foi em Concepción, no Paraguai, onde, em 1877, inicia a exploração de erva-mate. Posteriormente sua sede foi transferida para Porto Murtinho, tendo se estabelecido anos mais tarde em Guaíra (Paraná).
A Companhia foi a responsável pela fundação das cidades de Porto Murtinho e Guaíra. Para se ter ideia do seu poder econômico, no seu auge, tinha um lucro seis vezes superior à arrecadação de impostos do estado do Mato Grosso inteiro.

## História

### Empresa Matte Larangeira
O Decreto Imperial nº 8 799, de 9 de dezembro de 1882, autorizava, a Larangeira, a exploração da erva-mate nativa por um período inicial de 10 anos., Entretanto, esse decreto não impede a exploração por parte dos moradores locais. Larangeira funda a Empresa Matte Larangeira a partir desta concessão imperial.
Thomaz Larangeira trouxe, do sul do país, fazendeiros que conheciam o manejo da erva-mate. Também foram utilizadas a mão de obra de índios da região e de paraguaios, iniciando o ciclo de produção da erva-mate.
Com a Proclamação da República do Brasil em 1889, a área de concessão é, sucessivamente, ampliada, sempre com o apoio de políticos influentes, como Joaquim Murtinho, Manuel José Murtinho e General Antônio Maria Coelho. Através do Decreto nº 520, de 23 de junho de 1890, são ampliados os limites de suas posses e consegue o monopólio na exploração da erva-mate em toda a região abrangida pelo arrendamento. Em 1895, a área arrendada é ampliada, sendo superior a 5 000 000 hectares.

### Cia Matte Larangeira
Em 1892, é assinado novo contrato de concessão com o estado, com exclusividade para exploração dos ervais. Após assinado esse contrato, o Banco Rio Branco e Matto Grosso, da Família Murtinho, compra 14 540 ações (100 mil-réis por ação), cabendo, a Larangeira, 460 ações. A empresa passa a se denominar Companhia Matte Larangeira, sendo obrigada a transferir a sua sede para o território do Mato Grosso.
Em julho de 1892, a Companhia Matte Larangeira comprou a Fazenda Três Barras, de Boaventura da Mota, à margem esquerda do rio Paraguai, e construiu um porto para exportação de erva-mate cancheada. Esse porto foi nomeado de Porto Murtinho, pelo Superintendente do Banco Rio e Mato Grosso Dr. Antônio Corrêa da Costa, em homenagem a Joaquim Murtinho.
A atividade gerava muito lucro, estimulando o aumento da exportação. Em 1900, a região teve grande desenvolvimento graças à Companhia Matte Larangeira, e passou a embarcar chá para a Argentina. O transporte do mate — colhido num vasto império extrativo no atual estado de Mato Grosso do Sul — exigia 800 carretas e 20 mil bois.
A Companhia encarregava-se da exploração e exportação da erva semielaborada (cancheada) para Buenos Aires. Nesta cidade, outra empresa, a Francisco Mendes Gonçalves & Cia., encarregava-se da industrialização e distribuição do produto no mercado argentino e outros. A erva-mate atingiu grandes centros urbanos como Assunção (Paraguai), Buenos Aires (Argentina) e até Inglaterra, França e Itália.

### Mão de obra indígena
Em 1895, a Cia. Matte Larangeira recebeu 5 000 000 hectares em arrendamento de terras devolutas. Essa área compunha o território dos Kaiowás e Guaranis. A Companhia utilizou, ao longo da sua história, mão de obra indígena, principalmente das etnias Kaiowá e Guarani. Mesmo com o início da demarcação das reservas indígenas em 1915 na região de Amambai, o espaço geográfico ocupado pelos índios e pela Cia Matte Larangeira era o mesmo, sendo intensa a utilização da mão de obra indígena na exploração de erva-mate, inclusive sendo agenciados pelo Serviço de Proteção aos Índios. Entre 1915 a 1928, reservas indígenas foram demarcadas pelo Governo Federal no estado do Mato Grosso (atual Mato Grosso do Sul) devido aos deslocamentos que essas comunidades sofreram em função dos interesses da Companhia.

### Auge
Após denúncias do superintendente doutor Antonio Corrêa da Costa e de prejuízos com o transporte da produção da Matte Larangeira, o Banco Rio Branco decreta falência em 1902 e Thomaz Larangeira adquire seu espólio. Já a Cia. Matte Larangeira é vendida à companhia argentina Francisco Mendes & Cia, passando a se chamar Larangeira Mendes e Companhia. É assinado, com o governo do estado, novo contrato de arrendamento, nos mesmos moldes do anterior, que vigoraria até 1916.
Foi finalizada em 1906, para facilitar o transporte de erva-mate, uma ferrovia (Estrada de Ferro Porto Murtinho a São Roque), ligando o Porto Geral à Fazenda São Roque, com extensão máxima de 22 a 25 quilômetros. O projeto inicial de 1898 do doutor Antonio Corrêa da Costa previa uma extensão de 42 léguas (231 a 277 quilômetros).
Já em 1910, ocorre a transferência do foco principal de exploração de erva-mate para o Rio Paraná, reduzindo a sua importância estratégica para a empresa. Com o novo presidente de Mato Grosso, Joaquim Augusto da Costa Marques, que assumiu em 1911, avultaram as pressões da companhia Mate Laranjeira no sentido de renovar o arrendamento dos seus extensos ervais no sul do estado. A pretensão suscitou nova divergência entre Murtinho e Ponce: o primeiro defendia a prorrogação do contrato até 1930, com opção para a compra de 1 000 000 a 2 000 000 de hectares, enquanto Ponce queria a divisão da área em lotes de 450 hectares, que seriam oferecidos a arrendamento em hasta pública.
O general Caetano Manuel de Faria Albuquerque assumiu o governo matogrossense em 15 de agosto de 1915. Seus próprios correligionários conservadores tentaram forçá-lo à renúncia, e ele, tendo a seu lado Pedro Celestino, aceitou o apoio da oposição, num movimento que se chamou "caetanada". Contra seu governo organizou-se a rebelião armada, com ajuda da Matte Larangeira e seus aliados políticos. Com a morte de Generoso Ponce, a empresa ganhou novo trunfo com o apoio do senador situacionista Antônio Azeredo. Mas o antigo presidente do estado, Pedro Celestino Correia da Costa, tomou posição contrária. Os deputados estaduais hostis à prorrogação do contrato fizeram obstrução e impediram que ela fosse aprovada. Finalmente, a Mate Laranjeira foi frustrada em suas pretensões, com a aprovação da Lei Número 725, de 24 de agosto de 1915. Seu monopólio foi quebrado em 1916.

### Larangeira, Mendes & Cia
A sede da Companhia foi transferida em 1918 de Porto Murtinho, para a Fazenda Campanário, no município de Laguna Caarapã. Sendo que a erva passou a ser exportada pelo Rio Paraná, ficando somente a produção dos ranchos próximos exportada por Porto Murtinho. Desde 1902 a Companhia estabelece-se em Guaíra, inicialmente denominada de Porto Monjoli, iniciando a construção de uma ferrovia Estrada de Ferro Guaíra a Porto Mendes em 1911, que transporia as corredeiras da Sete Quedas.
Entre 1926 e 1929, a Cia., por várias vezes, emprestou dinheiro para o Governo de Mato Grosso e assumiu o compromisso de construir vários prédios públicos, conseguindo a renovação das concessões.

## Fim
Durante a Segunda Guerra Mundial, a Argentina criou restrições à erva-mate brasileira e a empresa entrou em dificuldades. O domínio da Companhia segue até 1943, quando Getúlio Vargas assume o poder, criando os Territórios de Ponta Porã e Iguaçu, e anulando a concessão.
Em 17 de abril de 1944, é assinado o Decreto n.º 6 428, por Getúlio Vargas, incorporando, ao Serviço de Navegação da Bacia do Prata (SNBP), o Distrito de Guairá, a Estrada de Ferro Guaíra a Porto Mendes, assim como o material e instalações fixas, instalações portuárias e todas as instalações e material flutuantes.
A empresa recebeu um prazo para a liquidação de seus negócios e seus edifícios foram todos leiloados, bem como todas as estalagens, oficinas, rebanhos e tropas. Apesar disso, a empresa continuou operando a EF Porto Murtinho, transportando madeira (quebracho) da empresa até a usina da Floresta Brasileira S. A. para extração de tanino, até pelo menos 1958, existindo indicações (vagas) de que, em 1971, os trens ainda estariam em operação.